# Norbert Carbonnaux
Norbert Carbonnaux est un réalisateur et scénariste français, né le 28 mars 1918 à Neuilly-sur-Seine (Seine) et mort le 6 novembre 1997 dans le 15e arrondissement de Paris,.

## Biographie

### Enfance et formation
Norbert Carbonnaux est le fils d’Édouard Désiré Carbonnaux, directeur commercial des établissements Richelet, et d'Eugénie Henriette Hélène Zwiller, sans emploi,.

### Vie privée
Norbert Carbonnaux a été marié aux comédiennes Janine Mounier (1923-2017) (de 1945 à 1955) et Marie Malet. Un temps en couple avec Annie Girardot (1931-2011), alors jeune actrice, il a également été le compagnon de l'actrice Amarande (1933-2022).
Il a reçu la Croix de guerre 1939-1945.

## Filmographie

### En tant que réalisateur
- 1951 : 90 degrés à l'ombre
- 1953 : La Tournée des grands ducs
- 1954 : Les Corsaires du bois de Boulogne
- 1956 : Courte Tête
- 1958 : Le Temps des œufs durs
- 1960 : Candide ou l'Optimisme au XXe siècle
- 1962 : La Gamberge
- 1967 : Toutes folles de lui
- 1972 : L'Ingénu

### En tant que scénariste
- 1947 : Les Requins de Gibraltar d'Emil-Edwin Reinert
- 1947 : Les Atouts de Monsieur Wens de Émile-Georges De Meyst (dialogues)
- 1952 : Bille de clown de Jean Wall
- 1952 : Le Costaud des Batignolles de Guy Lacourt

### En tant qu'acteur
- 1971 : Léa, l'hiver de Marc Monnet